# Rudolf Vogel
Pour les articles homonymes, voir Vogel.
Rudolf Vogel (né le 10 novembre 1900 à Planegg, mort le 9 août 1967 à Munich) est un acteur allemand.

## Biographie
Rudolf Vogel est un fils adoptif d'Alfred Walter Heymel, fondateur de la maison d'édition Insel. Après son abitur, il fait son service militaire en 1918 et travaille ensuite dans la banque. Il sort diplômé d'une formation d'acteur auprès de Konstantin Delcroix (de) entre 1922 et 1924. Il commence sur scène le 17 octobre 1924. De 1926 à 1929, il est au Landesbühne München puis jusqu'en 1944 au Staatstheater.
En 1948, Vogel revient dans l'ensemble du Kammerspiele. Il joue souvent des seconds rôles ou de haut fonctionnaire.
Il joue aussi dans de nombreux films un petit-bourgeois tatillon, étroit d'esprit. Mais dans Heidi, il est un homme généreux. Dès les années 1940, il est aussi un doubleur très présent.
Rudolf Vogel est le père de l'acteur Peter Vogel (de). En 1966, il reçoit la Croix d'officier de l'Ordre du Mérite de la République fédérale d'Allemagne.

## Filmographie
| - 1941: Venus vor Gericht - 1942: Kleine Residenz - 1942: Einmal der liebe Herrgott sein - 1947: Entre hier et demain - 1948: L'Homme à l'étoile changeante (de) - 1948: Der Apfel ist ab - 1948: Das verlorene Gesicht - 1949: Hans im Glück (de) - 1950: Deux hommes dans un complet - 1950: Die Gestörte Hochzeitsnacht (de) - 1950: Csardas der Herzen - 1951: Der blaue Stern des Südens - 1952: Mönche, Mädchen und Panduren - 1952: Vater braucht eine Frau - 1952: Der Weibertausch (de) - 1953 : L'amour n'est pas un jeu (Ein Herz spielt falsch) de Rudolf Jugert - 1953: Musik bei Nacht (de) - 1953: Arlette erobert Paris - 1953: Der Klosterjäger (de) - 1953: Fanfaren der Ehe - 1953: Muß man sich gleich scheiden lassen? - 1953: Der Ehestreik - 1953: Jonny rettet Nebrador (de) - 1953: Le Tigre de Colombo - 1954: Prisonnière du Maharadjah - 1954: Les Jeunes Années d'une reine - 1954: Héros en blanc (Sauerbruch – Das war mein Leben) - 1954: Le Premier Baiser - 1954: La Classe volante (Das fliegende Klassenzimmer) - 1954: Feu d'artifice - 1954: Die Stadt ist voller Geheimnisse - 1955: Ein Haus voll Liebe - 1955: Gestatten, mein Name ist Cox (de) - 1955: Tant qu'il y aura des jolies filles - 1955: Ein Herz voll Musik (de) - 1955: Zwei Herzen und ein Thron (de) - 1955: Sonnenschein und Wolkenbruch - 1955: Urlaub auf Ehrenwort - 1955: Le Chemin du paradis - 1955: Piroschka (de) - 1956: Hilfe – sie liebt mich - 1956: Bonjour Kathrin - 1956: Die goldene Brücke - 1956: Schwarzwaldmelodie - 1956: Bal à l'Opéra - 1956: Uns gefällt die Welt - 1956: La Merveilleuse Aventure (Durch die Wälder, durch die Auen) de Georg Wilhelm Pabst | - 1956: L'Étudiant pauvre (de) - 1956: K. u. K. Feldmarschall - 1957: Un petit coin de paradis - 1957: Die verpfuschte Hochzeitsnacht - 1957: Casino de Paris - 1957: Schön ist die Welt (de) - 1957: Ein Stück vom Himmel - 1957: Der Kaiser und das Wäschermädel (de) - 1958: L'Auberge du Spessart - 1958: Eine Frau, die weiß, was sie will - 1958: Vento di primavera - 1958: Der Elefant im Porzellanladen - 1958: Der veruntreute Himmel - 1958: Die Landärztin (de) - 1958: Wenn die Conny mit dem Peter - 1959: Hula-Hopp, Conny (de) - 1959: O, diese Bayern - 1959: Ein Mann geht durch die Wand - 1959: Du bist wunderbar - 1959: Marili - 1959: Alt Heidelberg - 1959: La Profession de Madame Warren - 1960: Der Schlagbaum (TV) - 1960: Pension Schöller - 1960: Kriminaltango - 1960: Ingeborg - 1960: Au nom de Dieu (de) - 1961: Der jüngste Tag (TV) - 1961: Heute gehn wir bummeln - 1961: Ach Egon! (de) - 1961: Sixième Étage (de) - 1961: Eheinstitut Aurora - 1962: L'Oiseleur - 1962: Die Rache (TV) - 1962: Christelle et l'empereur - 1963: Der Schulfreund (TV) - 1963: La Marraine de Charley - 1964: Hilfe, meine Braut klaut (de) - 1964: Geschichten aus dem Wienerwald (TV) - 1964: Meine Nichte Susanne (TV) - 1964: … und sowas muß um 8 ins Bett (de) - 1965: Die Pfingstorgel (TV) - 1965: Heidi - 1965: Der Spleen des George Riley (TV) - 1966: Destry reitet wieder (TV) - 1966: Magdalena (TV) - 1967: Das schwedische Zündholz (TV) |